# Список видов семейства Psechridae
Список всех описанных видов пауков семейства Psechridae на 30 ноября 2013 года.

## Fecenia
Fecenia Simon, 1887
- Fecenia cylindrata Thorell, 1895 — Китай, Мьянма, Таиланд, Лаос
- Fecenia macilenta (Simon, 1885) — Малайзия, Суматра
- Fecenia ochracea (Doleschall, 1859) — Филиппины до Квинсленд
- Fecenia protensa Thorell, 1891 — Индия, Шри-Ланка, Никобарские острова, Таиланд, Малайзия, Сингапур, Суматра, Калимантан, Бали

## Psechrus
Psechrus Thorell, 1878
- Psechrus aluco Bayer, 2012 — Ява
- Psechrus ancoralis Bayer & Jager, 2010 — Лаос, Таиланд
- Psechrus annulatus Kulczynski, 1908 — Ява
- Psechrus antraeus Bayer & Jager, 2010 — Лаос
- Psechrus arcuatus Bayer, 2012 — Суматра
- Psechrus argentatus (Doleschall, 1857) — Сулавеси до Квинсленда
- Psechrus borneo Levi, 1982 — Калимантан
- Psechrus cebu Murphy, 1986 — Филиппины
- Psechrus clavis Bayer, 2012 — Тайвань
- Psechrus crepido Bayer, 2012 — Индия
- Psechrus decollatus Bayer, 2012 — Ява
- Psechrus demiror Bayer, 2012 — Вьетнам, Камбоджа, и/или Лаос
- Psechrus elachys Bayer, 2012 — Таиланд
- Psechrus fuscai Bayer, 2012 — Китай
- Psechrus ghecuanus Thorell, 1897 — Мьянма, Таиланд, Лаос, Китай
- Psechrus hartmanni Bayer, 2012 — Шри-Ланка
- Psechrus himalayanus Simon, 1906 — Индия, Непал, Бутан
- Psechrus inflatus Bayer, 2012 — Китай
- Psechrus jaegeri Bayer, 2012 — Таиланд, Лаос
- Psechrus jinggangensis Wang & Yin, 2001 — Китай
- Psechrus kenting Yoshida, 2009 — Тайвань
- Psechrus khammouan Jager, 2007 — Лаос
- Psechrus kinabalu Levi, 1982 — Калимантан
- Psechrus kunmingensis Yin, Wang & Zhang, 1985 — Китай
- Psechrus laos Bayer, 2012 — Лаос
- Psechrus libelti Kulczynski, 1908 — Таиланд до Калимантана
- Psechrus luangprabang Jager, 2007 — Лаос
- Psechrus marsyandi Levi, 1982 — Непал
- Psechrus mulu Levi, 1982 — Калимантан
- Psechrus norops Bayer, 2012 — Малайзия
- Psechrus obtectus Bayer, 2012 — Вьетнам
- Psechrus pakawini Bayer, 2012 — Мьянма, Таиланд
- Psechrus rani Wang & Yin, 2001 — Китай, Вьетнам
- Psechrus schwendingeri Bayer, 2012 — Филиппины
- Psechrus senoculatus Yin, Wang & Zhang, 1985 — Китай
- Psechrus sinensis Berland & Berland, 1914 — Китай
- Psechrus singaporensis Thorell, 1894 — Малайзия, Сингапур, Суматра
- Psechrus steineri Bayer & Jager, 2010 — Лаос
- Psechrus taiwanensis Wang & Yin, 2001 — Тайвань
- Psechrus tauricornis Bayer, 2012 — Шри-Ланка
- Psechrus tingpingensis Yin, Wang & Zhang, 1985 — Китай
- Psechrus torvus (O. P.-Cambridge, 1869) — Шри-Ланка, Индия
- Psechrus triangulus Yang et al., 2003 — Китай
- Psechrus ulcus Bayer, 2012 — Калимантан
- Psechrus vivax Bayer, 2012 — Таиланд
- Psechrus zygon Bayer, 2012 — Шри-Ланка